# Niemodlin
Niemodlin è un comune urbano-rurale polacco del distretto di Opole, nel voivodato di Opole.
Ricopre una superficie di 183,22 km² e nel 2007 contava 13 831 abitanti.